# Marcel Jaspar
Pour les articles homonymes, voir Jaspar.
Marcel Jaspar, né le 7 mai 1886 à Liège et mort le 14 décembre 1952 dans la même ville, est un peintre, illustrateur et auteur de bande dessinée belge.

## Biographie

### Jeunesse et formation
Marcel Jaspar naît le 7 mai 1886 à Liège,. Il est le petit-fils de l’inventeur et industriel Joseph Jaspar, neveu de l’architecte Paul Jaspar et fils du peintre, décorateur et affichiste Émile-Lambert Jaspar. L'artiste vivant à Liège jouit, grâce à l’héritage familial, d’un train de vie inaccessible à ses pairs qui lui vaudra « le rare privilège de pouvoir se consacrer exclusivement à sa passion ».
Il étudie la peinture à l'académie des beaux-arts de Liège, puis à l'Académie Julian de Paris.

### Carrière
Il peint des paysages réalistes et lumineux à la touche franche et aux tons frais, la grande part de sa création consiste en des travaux d'illustrations et des projets décoratifs, le plus souvent assimilés à la veine symboliste. Il réalise les peintures murales du lycée Léonie de Waha à Liège et du home de Coq-sur-Mer. 
En outre, il est concepteur de projets publicitaires, de jouets et, en collaboration avec son père, d'un spectacle d'ombres chinoises.
Pendant la Première Guerre mondiale, il réalise des affiches. En 1918, il illustre deux ouvrages de la collection « Rimes et rondes » publiés par Édition de l'Art décoratif.

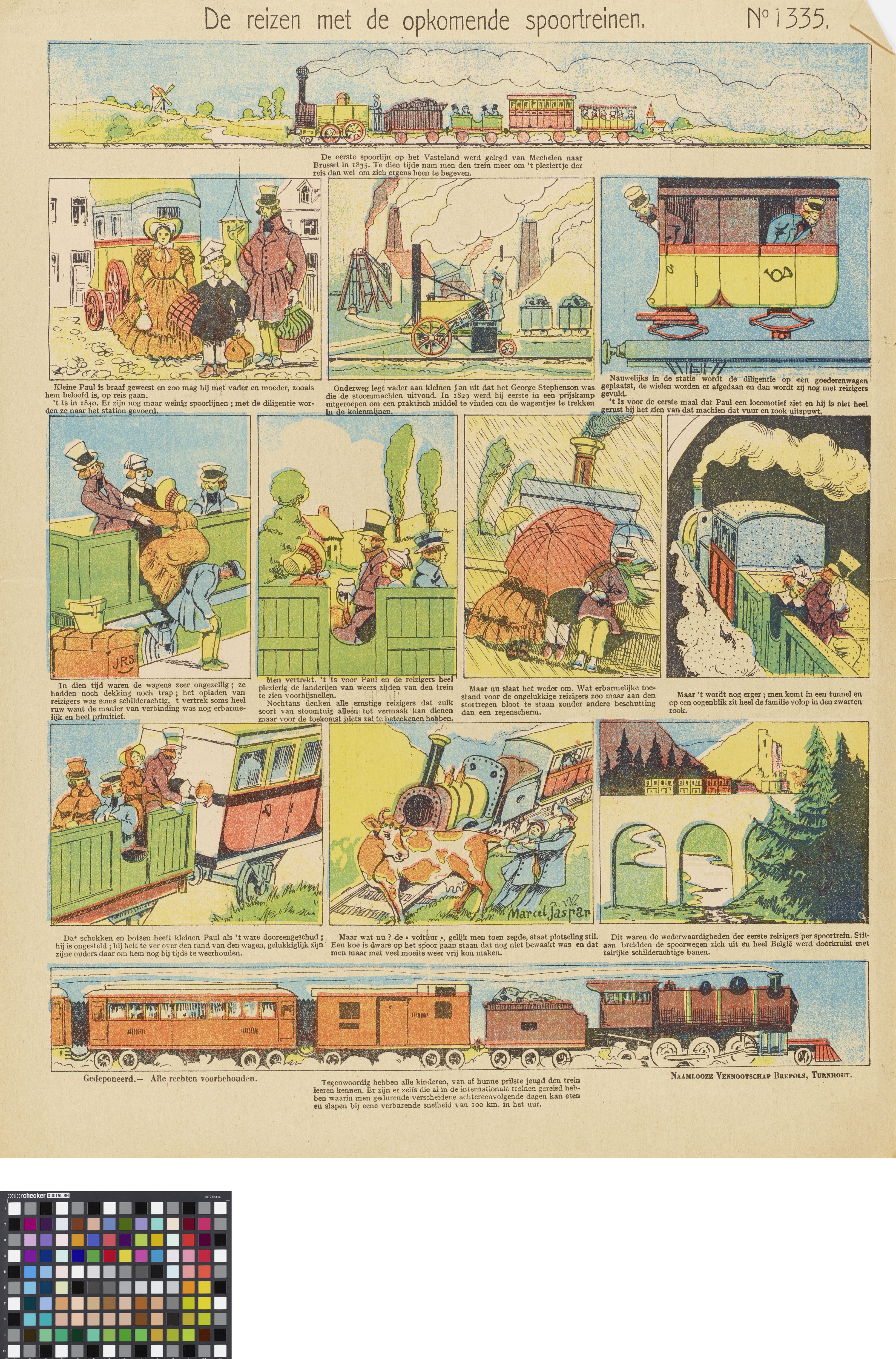
Les voyages avec les futurs trains à vapeur. Musea Brugge

La production d’images populaires se situe chez cet artiste au début des années 1920. Les planches d’aspect régulier sont rares car Jaspar affectionne les mises en page inventives et décoratives, comme par exemple dans Le Sanglier des Ardennes. Cette planche aurait été tirée à 500 000 exemplaires et traduite en anglais et en espagnol. La planche laisse voir dans des vignettes aux formes de fenêtres médiévales une série de scènes de l’épopée du bandit Guillaume de la Marck. Les intercases sont entièrement noircies, ce qui, en plus de magnifier les couleurs vives, donne un aspect « vitrail » à l’ensemble de la planche. Cette créativité compense un dessin relativement brut.

### Marcel Jaspar et l’imprimerie Phobel
Il est l'auteur principal de l'imprimerie Phobel, spécialisée dans les albums à colorier et les jeux de société qui produit peu d'images. Le Musée de la Vie wallonne possède vint-neuf planches de Jaspar et le Musée de la vie populaire à Gand une vingtaine. Il réalise Lach-en Leerkruid in prenten [« Rire et s’instruire en images »].
Juste après la guerre, Jaspar travaille d’abord pour la firme Brepols avant de collaborer avec Phobel. Pour la première maison, il produit une cinquantaine de planches et un peu moins de la moitié pour la seconde. Par ailleurs, une planche non signée chez Gordinne semble de sa main : Jeanne d’Arc, no 395. Jaspar est donc, au même titre que Georges Ista, un des plus grands contributeurs de bande dessinée pour l’imagerie populaire belge.
Le travail de Jaspar chez Phobel est très comparable à celui qu’il a effectué pour Brepols. La planche est travaillée comme un tableau où il accorde une très grande importance à la vue d’ensemble. Jaspar cherche à ce que son dispositif décoratif soit en adéquation avec le sujet et n'hésite pas à noircir les intercases qu’il ne peut exploiter. Il présente aussi une mise en page régulière du style gaufrier.

### Mort
Il meurt le 14 décembre 1952 à Liège.

## Vie privée
Il est le père du musicien de jazz Bobby Jaspar.

## Œuvre

### Publications en français
- Compère, qu'as-tu-vu ?, dessins de Marcel Jaspar, Bruxelles, Édition de l'Art décoratif, coll. « Rimes et rondes » no 1, 1918 (OCLC 1400338805).
- Arlequin marie sa fille, dessins de Marcel Jaspar, Bruxelles, Édition de l'Art décoratif, coll. « Rimes et rondes » no 2, 1918 (OCLC 901367724).
- Un grand débat contradictoire dans le centre, Delvigne, Marcel Jaspar (ill.), Liège, Impr. La Wallonie, 1924 (OCLC 81995556).
- Album d'historiettes choisies : imagerie enfantine, Marcel Jaspar (ill.), George P. De Laet (ill.), Établissements Brepols, Turnhout, [ca 1918] (OCLC 1100242799)
- Mots d'enfants, Emma Lambotte (texte), Marcel Jaspar (ill.), Liège, Protin, 1923 (OCLC 902046611).
- La Vengeance de Bakhtiyar, Léon Paquot-Pierret (texte), Marcel Jaspar (ill.), Bruxelles, Office de publicité, 1939 (OCLC 1009498160).

### Affiches
- Exposition De Chrysanthèmes (OCLC 894253531)
- Palais de la fortune (OCLC 894258028)
- Vente de charité (OCLC 894258029)

### Peintures
- Scène de taverne[8], huile, 61 × 46 cm ;
- Pont sur la rivière[9], huile, 54 × 44 cm ;
- Vallée au Geer[10], huile.

### Collections publiques
- Musée de la Vie wallonne[6] ;
- Musée de la vie populaire[6] ;
- Musea Brugge (nl).

#### Études
: document utilisé comme source pour la rédaction de cet article.
- Frédéric Paques, Avant Hergé : Étude des premières apparitions de bande dessinée en Belgique francophone (1830-1914), t. 1 : Texte, Liège, Université de Liège, 2012, 337 p., PDF (lire en ligne), p. 233, 236, 237, 238, 239. Thèse présentée en vue de l’obtention du titre de Docteur en Histoire de l’art sous la direction de Jean-Patrick Duchesne. Année académique 2011-2012

#### Périodiques
- « La BD Belge avant 1930 : partie X : Reportage BD sur Marcel Jaspar », Le Dessableur, Centre belge de la bande dessinée, no 8,‎ mars 2023.